# Antonio Portas
El general Antonio Portas Domínguez fue un militar mexicano que participó en la Revolución mexicana. Nació en San Juan de la Punta (hoy Cuitláhuac) el 10 de abril de 1873 siendo hijo de Agustín Portas y de Antonia Domínguez. Estudió hasta el 5 año de primaria en Orizaba. Regresó a su tierra natal en 1910 a San Juan de la Punta y puso una tienda de abarrotes. En noviembre de 1910, junto a Cándido Aguilar y Rafael Tapia formalizaron el levantamiento armado en apoyo de la Revolución al mando de Cándido Aguilar. El general Antonio Portas combatió en lugares tan distantes como Hidalgo, Puebla, Morelos, Coahuila y Zacatecas, por eso su nombre es más conocido en Coahuila que en San Juan de la Punta.
Fue uno de los adversarios de Pascual Orozco en Zacatecas en 1913, luchando al lado de Venustiano Carranza. En 1916 se le nombró al mando de la Tercera Brigada de la Primera División de Oriente, más tarde brigada José María Morelos o 17 Regimiento de Caballería.
En 1913 se trasladó a Coahuila, en donde se puso a las órdenes en forma directa con Venustiano Carranza y fue testigo de la firma de uno de los documentos más importantes de la Revolución mexicana: El Plan de Guadalupe. Firmado por Venustiano Carranza, documento por el cual desconoció y llamó asesino al Gral. Victoriano Huerta, quien se había proclamado Presidente de la República, al asesinar a Francisco I. Madero. 
En 1920 se le invitó a reforzar el Plan de Agua Prieta, pero rechazó ponerse en contra de su antiguo Jefe Carranza, en 1923 recibió el apoyo del General Adolfo de la Huerta. Terminada la revolución se fue a vivir a Chalchicomula (hoy Ciudad Cerdán).
Fue Presidente Municipal de Chalchicomula y Atlixo, Puebla, a petición del Presidente de la República Manuel Ávila Camacho, más tarde ocupó cargos en la Oficina de hacienda federal en Orizaba y Córdoba.
En 1968 se retiró de las Fuerzas Armadas con el grado de General de División. Murió el 28 de enero de 1971 en la Ciudad de México, su cuerpo se encuentra sepultado en el Panteón Municipal de Córdoba, Veracruz.
- Datos: Q5699393